# Thomas Wegmüller
Thomas Wegmüller, né le 18 septembre 1960 à Schliern, dans le canton de Berne, est un coureur cycliste suisse, professionnel de 1987 et 1994.

## Biographie
Lors de Paris-Roubaix 1988 et du Tour des Flandres 1992, il participe à l'échappée matinale qui se dispute la victoire. Cependant, à chaque fois il doit se contenter de la deuxième place, battu au sprint par Dirk Demol à Roubaix et lâché par Jacky Durand dans les derniers monts du Tour des Flandres.

## Palmarès
- 1985
  - Giro del Mendrisiotto
  - 2e du Championnat de Zurich amateurs
  - 3e du championnat de Suisse sur route amateurs
- 1986
  -  Champion de Suisse sur route amateurs
  - Tour du Stausee
  - 2e du Tour du Schynberg
  - 2e du Trophée Adolfo Leoni
- 1987
  - Grand Prix de Lugano
  - Tour du Kaistenberg
  - 6e étape du Grand Prix Guillaume Tell
  - 2e du Grand Prix de la Liberté
  - 2e du Tour du Nord-Ouest de la Suisse
  - 2e de Sierre-Loye
  - 3e du Grand Prix de Mauléon-Moulins
- 1988
  - 5e étape du Tour de Grande-Bretagne
  - Sierre-Loye
  - Trophée Sitram
  - 2e de la Ronde des Pyrénées méditerranéennes
  - 2e de Paris-Roubaix
  - 2e du Grand Prix Beeckman-De Caluwé
- 1989
  - Grand Prix de Wallonie
  - 2e étape du Critérium du Dauphiné libéré
  - 2e du Tour du Nord-Ouest de la Suisse
  - 2e du Grand Prix des Nations
  - 3e du Tour d'Irlande
- 1990
  - Tour du Nord-Ouest de la Suisse
  - Grand Prix de Francfort
  - Tour du Kaistenberg
  - Grand Prix des Nations
  - 2e du Grand Prix des Amériques
  - 3e des Trois vallées varésines
  - 3e du Grand Prix de Plouay
  - 7e de Paris-Roubaix
  - 8e de la Coupe du monde
  - 9e du Tour de Lombardie
- 1991
  - 4e étape du Tour des Asturies
  - 3e du GP Brissago
  - 3e du Trophée Baracchi
  - 3e du Grand Prix des Nations
- 1992
  -  Champion de Suisse sur route
  - GP Brissago :
    - Classement général
    - 1rea étape

  - Grand Prix de Mendrisio
  - Giro dei Sei Comuni
  - 3e étape du Clásico RCN
  - 2e du Tour des Flandres
  - 2e des Trois vallées varésines
  - 4e du Grand Prix des Amériques
  - 5e du Grand Prix des Nations
- 1993
  - 3e étape du Tour du Portugal

## Résultats sur les grands tours

### Tour de France
3 participations
- 1989 : 100e
- 1990 : 112e
- 1991 : 155e

### Tour d'Espagne
2 participations
- 1988 : abandon (2e étape)
- 1992 : 128e